# Fouquières-lez-Lens
Fouquières-lez-Lens és un municipi francès situat al departament del Pas de Calais i a la regió dels Alts de França. L'any 2007 tenia 6.532 habitants.

## Demografia

### Població
El 2007 la població de fet de Fouquières-lez-Lens era de 6.532 persones. Hi havia 2.306 famílies de les quals 596 eren unipersonals (157 homes vivint sols i 439 dones vivint soles), 572 parelles sense fills, 911 parelles amb fills i 227 famílies monoparentals amb fills.
La població ha evolucionat segons el següent gràfic:
Habitants censats

### Habitatges
El 2007 hi havia 2.495 habitatges, 2.378 eren l'habitatge principal de la família, 5 eren segones residències i 112 estaven desocupats. 2.343 eren cases i 142 eren apartaments. Dels 2.378 habitatges principals, 1.021 estaven ocupats pels seus propietaris, 1.080 estaven llogats i ocupats pels llogaters i 277 estaven cedits a títol gratuït; 15 tenien una cambra, 174 en tenien dues, 264 en tenien tres, 764 en tenien quatre i 1.161 en tenien cinc o més. 1.524 habitatges disposaven pel capbaix d'una plaça de pàrquing. A 1.117 habitatges hi havia un automòbil i a 629 n'hi havia dos o més.

### Piràmide de població
La piràmide de població per edats i sexe el 2009 era:
| Homes | Edats   | Dones |
| ----- | ------- | ----- |
| 0     | 95 o +  | 0     |
| 8     | 90 a 94 | 44    |
| 12    | 85 a 89 | 76    |
| 36    | 80 a 84 | 32    |
| 104   | 75 a 79 | 140   |
| 96    | 70 a 74 | 192   |
| 140   | 65 a 69 | 172   |
| 164   | 60 a 64 | 176   |
| 124   | 55 a 59 | 124   |
| 212   | 50 a 54 | 180   |
| 232   | 45 a 49 | 256   |
| 252   | 40 a 44 | 260   |
| 188   | 35 a 39 | 248   |
| 224   | 30 a 34 | 208   |
| 256   | 25 a 29 | 248   |
| 228   | 20 a 24 | 248   |
| 292   | 15 a 19 | 280   |
| 264   | 10 a 14 | 296   |
| 272   | 5 a 9   | 224   |
| 172   | 0 a 4   | 236   |

## Economia
El 2007 la població en edat de treballar era de 4.149 persones, 2.534 eren actives i 1.615 eren inactives. De les 2.534 persones actives 1.987 estaven ocupades (1.163 homes i 824 dones) i 548 estaven aturades (287 homes i 261 dones). De les 1.615 persones inactives 298 estaven jubilades, 446 estaven estudiant i 871 estaven classificades com a «altres inactius».

### Ingressos
El 2009 a Fouquières-lez-Lens hi havia 2.444 unitats fiscals que integraven 6.643 persones, la mediana anual d'ingressos fiscals per persona era de 12.554 €.

### Activitats econòmiques
Dels 118 establiments que hi havia el 2007, 4 eren d'empreses alimentàries, 6 d'empreses de fabricació d'altres productes industrials, 15 d'empreses de construcció, 38 d'empreses de comerç i reparació d'automòbils, 6 d'empreses de transport, 8 d'empreses d'hostatgeria i restauració, 1 d'una empresa d'informació i comunicació, 1 d'una empresa financera, 3 d'empreses immobiliàries, 4 d'empreses de serveis, 19 d'entitats de l'administració pública i 13 d'empreses classificades com a «altres activitats de serveis».
Dels 27 establiments de servei als particulars que hi havia el 2009, 1 era una oficina de correu, 3 funeràries, 4 tallers de reparació d'automòbils i de material agrícola, 2 paletes, 2 fusteries, 3 lampisteries, 1 electricista, 3 empreses de construcció, 6 perruqueries i 2 restaurants.
Dels 13 establiments comercials que hi havia el 2009, 2 eren supermercats, 2 botiges de menys de 120 m², 4 fleques, 2 carnisseries, 1 una peixateria, 1 una botiga de roba i 1 una joieria.

## Equipaments sanitaris i escolars
El 2009 hi havia 1 hospital de tractaments de mitja durada (seguiment i rehabilitació), 2 centres de salut i 3 farmàcies.
El 2009 hi havia 2 escoles maternals i 3 escoles elementals. Fouquières-lez-Lens disposava d'un col·legi d'educació secundària amb 358 alumnes.

## Poblacions més properes
El següent diagrama mostra les poblacions més properes.